# Lịch sử hành chính Quảng Ngãi
Quảng Ngãi là một tỉnh thuộc duyên hải Nam Trung Bộ. Phía bắc giáp thành phố Đà Nẵng, phía tây và phía nam giáp tỉnh Gia Lai, phía đông giáp Biển Đông.

## Giai đoạn 1954 - 1975

### Về phíaQuốc gia Việt NamvàViệt Nam Cộng hòa

#### TỉnhQuảng Ngãi
Ngày 12 tháng 6 năm 1958, Bộ trưởng Nội vụ Việt Nam Cộng hòa ban hành Nghị định số 304-BNV/HC/NĐ. Theo đó, cải biến thành quận hành chính các nha đại diện hành chính Trà Bồng, Minh Long, Sơn Hà, Ba Tơ thuộc tỉnh Quảng Ngãi. Bãi bỏ nha đại diện hành chính Lý Sơn thuộc tỉnh Quảng Ngãi và sáp nhập địa phận nha ấy vào quận Bình Sơn, cùng tỉnh. Tỉnh Quảng Ngãi (tỉnh lỵ Quảng Ngãi), gồm các đơn vị hành chánh kể sau:
| Đơn vị hành chánh của tỉnh Quảng Ngãi |                                  | |
| Số thứ tự                             | Quận                             | Xã |
| 1                                     | Bình Sơn (quận lỵ Bình Vân)      | Các xã: Bình Tuyền, Bình Khánh, Bình Liên, Bình Vân, Bình Phương, Bình Thủy, Bình Thành, Bình Tuy, Bình Thượng, Bình Phiên, Bình Thắng, Bình Nghĩa, Bình Sa, Bình Giang, Bình Thông, Bình Lãnh, Bình Thiện, Bình Kỳ, Bình Hoàng, Bình Nam, Bình Ân, Bình Đức, Bình Yên, Bình Vĩnh (hai xã này trước thuộc nha đại diện hành chính Lý Sơn). |
| 2                                     | Sơn Tịnh (quận lỵ Sơn Long)      | Các xã: Sơn Tây, Sơn Đông, Sơn Nam, Sơn Bắc, Sơn Phương, Sơn Trà, Sơn Châu, Sơn Lộc, Sơn Trung, Sơn Kim, Sơn Hương, Sơn Long, Sơn An, Sơn Phú, Sơn Thành, Sơn Hòa, Sơn Hội, Sơn Mỹ, Sơn Hải, Sơn Quang. |
| 3                                     | Tư Nghĩa (quận lỵ Tư An)         | Các xã: Cẩm Thành, Tư Phước, Tư Mỹ, Tư Thịnh, Tư Thuận, Tư Quang, Tư Chánh, Tư Duy, Tư Nguyên, Tư Hiên, Tư Thanh, Tư Bình, Tư An, Tư Lương, Tư Hòa. |
| 4                                     | Nghĩa Hành (quận lỵ Nghĩa Chánh) | Các xã: Nghĩa Phước, Nghĩa Lộc, Nghĩa Chánh, Nghĩa Khương, Nghĩa Thành, Nghĩa Thuận, Nghĩa Phú, Nghĩa Hưng |
| 5                                     | Mộ Đức (quận lỵ Đức Vinh)        | Các xã: Đức Mỹ. Đức Thuận, Đức Vinh, Đức Thạch, Đức Sơn, Đức Lượng, Đức Phước, Đức Thọ, Đức Hoài, Đức Quang, Đức Hải, Đức Phụng |
| 6                                     | Đức Phổ (quận lỵ Phổ Đại)        | Các xã: Phổ Châu, Phổ Thạch, Phổ Trung, Phổ Hiệp, Phổ Trang, Phổ Đại, Phổ Thành, Phổ Xuân, Phổ Tân, Phổ Bình, Phổ Phước, Phổ Long, Phổ Nghĩa, Phổ Hưng, Phổ Lợ. |
| 7                                     | Trà Bồng (quận lỵ Trà Khương)    | Các xã: Trà Khương, Trà An, Trà Hòa, Trà Nam, Trà Bắc, Trà Đông, Trà Hạ, Trà Đoài, Trà Hương, Trà Hoa, Trà Thạnh, Trà Trung, Trà Thượng. |
| 8                                     | Sơn Hà (quận lỵ Hà Trung)        | Các xã: Hà Lâm, Hà Bắc, Hà Thạch, Hà Thành, Hà Long, Hà Tây, Hà Trung, Hà Đông, Hà Châu, Hà Nam, Hà Thương, Hà Khê. |
| 9                                     | Minh Long (quận lỵ Minh Tâm)     | Các xã: Minh Tâm, Minh Đức, Minh Tân, Minh Sơn, Minh Trị, Minh Dũng, Minh Hạ, Minh Trung, Minh Nghĩa, Minh Anh, Minh Hiệp, Minh Thượng, Minh Cao, Minh Điển. |
| 10                                    | Ba Tơ (quận lỵ Ba Thuận)         | Các xã: Ba Thuận, Ba An, Ba Xuyên, Ba Trà, Ba Biêu, Ba Chất, Ba Tịnh, Ba Xuy, Ba Bằng, Ba Lợi, Ba Thạch, Ba Bích, Ba Đông, Ba Độc, Ba Long, Ba Hiệp, Ba Trường, Ba Bình, Ba Thủy, Ba Huy, Ba Hiền, Ba Mỹ, Ba Triều, Ba Quan. |
| Tổng cộng: 10 quận, 157 xã.           |                                  | |

Ngày 9 tháng 9 năm 1959, Tổng thống Việt Nam Cộng hòa ban hành Sắc lệnh số 234-NV. Theo đó, thành lập một quận mới gọi là quận Chương Nghĩa, thuộc tỉnh Quảng Ngãi. Quận nầy gồm phần đất của quận Konplong, trừ những xã K.Tileo, Kon Brap, K. Kotuk và Kon B raplu, nguyên thuộc tỉnh Kontum. Quận lỵ quận Chương Nghĩa đặt tại Thượng Uyển.
Ngày 11 tháng 9 năm 1959, Tổng thống Việt Nam Cộng hòa ban hành Sắc lệnh số 236-NV. Theo đó, sáp nhập vào quận Sơn Hà, tỉnh Quảng Ngãi, một phần đất nguyên thuộc tỉnh Kontum. Phần đất nói trên sẽ chia làm hai xã Hà Dung, Hà Liên và đặt trong phạm vi kiểm soát của cơ sở hành chính Cư Nhơn trực thuộc quận Sơn Hà. Trụ sở cơ sở hành chính Cư Nhơn đặt tại Vin Dia.
Ngày 16 tháng 9 năm 1960, Tổng thống Việt Nam Cộng hòa ban hành Nghị định số 1247-BNV/NC8/NĐ. Theo đó, các xã thuộc quận Chương Nghĩa, tỉnh Quảng Ngãi kê dưới đây được đặt lại tên Việt như sau:
| Tên cũ       | Tên mới      |
| Konplong Bắc | Chương Bắc   |
| Konplong Nam | Chương Nam   |
| Vicklum      | Chương Trung |
| Kon Tao      | Chương Đông  |
| Kon Wonkia   | Chương An    |
| Kon Konang   | Chương Xuân  |
| Mak Pan      | Chương Sơn   |

Ngày 19 tháng 7 năm 1963, Tổng thống Việt Nam Cộng hòa ban hành Nghị định số 585-NV. Theo đó, nhập hai xã Sơn An và xã Sơn Phú thuộc quận Sơn Tịnh, tỉnh Quảng Ngãi thành một xã mới lấy tên là xã Đôn Tự.
Ngày 9 tháng 8 năm 1963, Tổng thống Việt Nam Cộng hòa ban hành Nghị định số 651-NV. Theo đó, về phương diện hành chính, đặc khu Mang Buk hiện thuộc tỉnh Quảng Ngãi từ nay tạm đặt thuộc tỉnh Kontum.
Ngày 19 tháng 12 năm 1964, Thủ tướng Chính phủ Việt Nam Cộng hòa ban hành Sắc lệnh số 362-NV. Theo đó, sáp nhập quận Chương Nghĩa, tỉnh Quảng Ngãi vào tỉnh Kontum.
Ngày 7 tháng 6 năm 1965, Tổng trưởng Nội vụ Việt Nam Cộng hòa ban hành Nghị định số 755-BNV/NC/6. Theo đó, thâu hồi Nghị định số 585-NV ngày 19 tháng 7 năm 1963 về việc lập xã Đôn Tự, gồm 2 xã Sơn An và Sơn Phú thuộc quận Sơn Tịnh, tỉnh Quảng Ngãi. Địa phận và ranh giới 2 xã Sơn An và Sơn Phú được giữ nguyên như trước.
Ngày 9 tháng 9 năm 1965, Ủy viên Nội vụ Việt Nam Cộng hòa ban hành Nghị định số 1395-BNV/NC/13. Theo đó, giao hoàn về hai xã Hà Dung và Hà Liên, thuộc quận Sơn Hà, tỉnh Quảng Ngãi, các phần đất của hai xã này đã tạm giao thuộc quyền kiểm soát của Đặc khu Mang Buk.
Ngày 29 tháng 10 năm 1965, Chủ tịch Ủy ban Hành pháp Trung ương Việt Nam Cộng hòa ban hành Nghị định số 1877-NV. Theo đó, thiết lập một cơ sở phái viên hành chánh tại đảo Lý Sơn, tức cù lao Ré, tỉnh Quảng Ngãi. Phạm vi hoạt động của cơ sở phái viên hành chánh Lý Sơn, gồm có 2 xã Bình Vĩnh và Bình Yên, hiện thuộc quận Bình Sơn, cùng tỉnh.

#### TỉnhKon Tum
Ngày 26 tháng 1 năm 1957, Bộ trưởng Nội vụ Việt Nam Cộng hòa ban hành Nghị định số 27-BNV/HC/NĐ. Theo đó thị trấn Kon Tum được đổi thành xã thường.
Ngày 27 tháng 6 năm 1958, Bộ trưởng Nội vụ Việt Nam Cộng hòa ban hành Nghị định số 348-BNV/HC/NĐ. Theo đó, tỉnh Kon Tum (tỉnh lỵ Kon Tum), gồm các đơn vị hành chánh kể sau đây:
| Đơn vị hành chánh của tỉnh Kon Tum  |           | |
| Số thứ tự                           | Quận      | Tổng, xã |
| 1                                   | Kon Plong | - Tổng Kon Plong, gồm các xã Kon Plong Bắc, Kon Plong Nam, Vic Klum, Kon Tao. - Tổng Kon Solanh, gồm các xã: Kon Von Kia, Kon Kơnang, Mak Pan, Kon Bring. - Tổng Kon Soluk, gồm các xã: Kon Bêu, Kon Rơlung, Dak Sơpia. |
| 2                                   | Dak Tô    | - Tổng Dak Tô, gồm các xã: Đak Hminh, Dak Ro O, Dai Roja, Dak Jei. - Tổng Dak Brong, gồm các xã: Dak Brong, Dak Blo, Dak Bơpan. - Tổng Kon Hring, gồm các xã: Kon Mong, Kon Rao, Kon Ko, Kon Tai, Kon Hum, Kon Vang. - Tổng Dak Một, gồm có các xã: Dak Mot Ri, Dak Mot Jei, Dak Mot Khon. - Tổng Tou Morong, gồm các xã: Tou Chong, Tou Ha, Tau Sang, Tou Mong, Tou man, Tou Lung, Tou Tun, Tou Kot. - Tổng Vir Ngieo, gồm các xã: Vir Sia, Vir Toam. - Tổng Mang Buk có xã Mang Pong. - Tổng Kon Kléang, gồm các xã: Kle Tongo, Klé Rolang. |
| 3                                   | Dak Sut   | - Tổng Dak Rolong, gồm các xã: Dak Jak, Kontou Dak, Dak Ung Pênh, Dai Sam. - Tổng Halang, gồm các xã: Dak Sut, Long Tuar, Dak Ri, Dak Rai Dak Tong, Dak Tao Long Nang. - Tổng Die Sud, gồm các xã: Dak Touk (hơram), Plei Bôm, Dak Kep Nam, Dak Nhong. - Tổng Dak Pek có xã Peng Sial. - Tổng Dia Nork, gồm các xã: Peng Prong Sơ Kao, Dak Trap, Dak Ven Tang, Dak Bla, Momam. - Tổng Bong Tul, gồm các xã: Bong Tul, Rok Nam, Mang Ram, Dak Momo Pel, Dak Dri Mek. |
| 4                                   | Kon Tum   | - Tổng Kon Tum, gồm các xã: Kon Ro Bang, Plei Mang La, Kon Tum Kơpơng, Plei Rohai. - Tổng Plei Tell, gồm các xã: Plei Klet, Plai Lut, Plei Hamrong Ngó, Plei Kenh, Plei Ko Bô, Plei Rowai, Plei Grut, Plei Broch. - Tổng Ya Ty, gồm các xã: Plei Sar, Plei Towân Ly, Plei Lok, Plei To Doch. - Tổng Dak Doa, gồm các xã: Ya Hiam, Bok Ray, De Adroch, Kon Gang Kop. - Tổng Plei Bong, gồm các xã: Plei Bong, Kon Chrah, Kon Tong Kotu. - Tổng Plei Krong, gồm các xã: Plei Krong, Plei Hawak, Plei Klênh, Plei Breng Wep, Plei Po O. - Tổng Halang, gồm các xã: Plei Khôk Klong, Plei Rokôi, Plei Trâp, Plei Atum. - Tổng Kon Sotiu, gồm các xã: Kon Boban Klah, Kon Sotiu, Kon Rôn, Kon Rolang. - Tổng Kon Mơnay, gồm các xã: Kon Kopat, Kon Bah, Kon Sobay, Kon Mohar, Kon Sokoi, Kon Solak, Kon Somluh. - Tổng Ha Mong, gồm các xã: Kon Trang Mơ nây, Kon Rohay, Kon Trang Kola, Dak Wok, Châu Thành (Kon Tum), Võ Định, Phường Hòa, Phương Quý, Tân Thành, Ngô Thanh, Tân Điên, Ngô Trang, Do Lai, Châu Khê. |
| Tổng cộng: 4 quận, 26 tổng, 120 xã. |           | |

Ngày 8 tháng 7 năm 1958, Bộ trưởng Nội vụ Việt Nam Cộng hòa ban hành Nghị định số 367-BNV/HC/NĐ. Theo đó, phân chia quận Dakto, thuộc tỉnh Kontum, thành hai quận: quận Dakto và quận Tou Mrong. Địa hạt quận Dakto, gồm 4 tổng: Dakto, Dak Brong, Kon Hrinh, Dak Mot. Địa hạt quận Tou Mrong, gồm 4 tổng: Tou Mrong, Vir Ngieo, Mang Buk, Kon Kléang.
Ngày 11 tháng 7 năm 1958, Tổng thống Việt Nam Cộng hòa ban hành Sắc lệnh số 369-NV. Theo đó, ranh giới giữa hai tỉnh Kon Tum và Pleiku nay được ấn định lại: khu vực nằm về phía nam đường ranh giới của tỉnh Kon Tum, từ điểm ZA 010-740 đến điểm BR 146-740, nguyên thuộc tỉnh Kontum sáp nhập vào địa bàn tỉnh Pleiku.
Ngày 13 tháng 3 năm 1959, Tổng thống Việt Nam Cộng hòa ban hành Sắc lệnh số 63-NV. Theo đó, chuyển các xã K. Gol, Kon Pong, Kon Vong (nguyên thuộc tỉnh Kon Tum) về quận An Túc tỉnh Bình Định mới lập.
Ngày 9 tháng 9 năm 1959, Tổng thống Việt Nam Cộng hòa ban hành Sắc lệnh số 234-NV. Theo đó, chuyển phần đất của quận Konplong, trừ những xã K.Tileo, Kon Brap, K. Kotuk và Kon B raplu, nguyên thuộc tỉnh Kontum về quận Chương Nghĩa tỉnh Quảng Ngãi mới thành lập.
Ngày 11 tháng 9 năm 1959, Tổng thống Việt Nam Cộng hòa ban hành Sắc lệnh số 236-NV. Theo đó, sáp nhập vào quận Sơn Hà, tỉnh Quảng Ngãi, một phần đất nguyên thuộc tỉnh Kontum.
Ngày 14 tháng 12 năm 1960, Tổng thống Việt Nam Cộng hòa ban hành Nghị định số 1289-NV. Theo đó, bãi bỏ quận Kon Plong và tổng Kon Sơluk trong tỉnh Kontum. Các xã: Kon Bêu, Kon Rơlung và Dak Sopia nguyên thuộc tổng Kon Sơluk quận Kon Plong nói trên, nay được sáp nhập vào tổng Kon Sơtiu, quận Kontum cùng tỉnh.
Ngày 20 tháng 5 năm 1961, Tổng thống Việt Nam Cộng hòa ban hành Nghị định số 476-NV. Theo đó, dời quận lỵ Kontum, tỉnh Kontum, hiện đặt tại xã Kontum Kopong, đến xã Plei Mang La.
Ngày 4 tháng 7 năm 1963, Tổng thống Việt Nam Cộng hòa ban hành Nghị định số 528-NV. Theo đó, địa điểm dinh điền Diên Bình, nay lập thành xã Diên Bình thuộc quận Dak Tô, tỉnh Kontum.
Ngày 9 tháng 8 năm 1963, Tổng thống Việt Nam Cộng hòa ban hành Nghị định số 651-NV. Theo đó, về phương diện hành chính, đặc khu Mang Buk hiện thuộc tỉnh Quảng Ngãi từ nay tạm đặt thuộc tỉnh Kontum.
Ngày 10 tháng 5 năm 1964, Thủ tướng Chính phủ Việt Nam Cộng hòa ban hành Nghị định số 940-NV. Theo đó, thiết lập trong địa hạt tỉnh Kontum cơ sở phái viên hành chánh Daktorah, đặt tại Daktorah và trực thuộc quận Daksut. Phạm vi hoạt động của cơ sở phái viên hành chánh Daktorah, gồm 10 xã: Peng Sial, Penh Prong, Sơkao, Đak Trap, Đak Ven Tang, Đal Bla Mơmam (thuộc tổng Dié Nord), Bong Tul, Rok Nam, Mang Ram, Dak Momo Pel, Dak Dri Mek (thuộc tổng Bong Tul).
Ngày 2 tháng 12 năm 1964, Tổng trưởng Nội vụ Việt Nam Cộng hòa ban hành Nghị định số 1517-BNV/NC. Theo đó, địa điểm dinh điền Trung Nghĩa, nay được lập thành xã Trung Nghĩa đặt thuộc tổng Plei Krong, quận Kontum, tỉnh Kontum.
Ngày 19 tháng 12 năm 1964, Thủ tướng Chính phủ Việt Nam Cộng hòa ban hành Sắc lệnh số 362-NV. Theo đó, sáp nhập quận Chương Nghĩa, tỉnh Quảng Ngãi vào tỉnh Kontum.
Ngày 30 tháng 3 năm 1965, Tổng trưởng Nội vụ Việt Nam Cộng hòa ban hành Nghị định số 381-BNV/NC/6. Theo đó, cải biến địa điểm dinh điền Tri Đạo thành xã Tri Đạo, đặt thuộc tổng Hamong, quận Kontum, tỉnh Kontum.
Ngày 21 tháng 5 năm 1965, Thủ tướng Chính phủ Việt Nam Cộng hòa ban hành Nghị định số 769-NV. Theo đó, bãi bỏ cơ sở phái viên hành chánh Dakrotah. Các xã nguyên thuộc quản hạt cơ sở hành chính này vẫn đặt thuộc quyền quản trị của quận Daksut (tỉnh Kontum). Cải biến 2 quận Tou M’Rong và Chương Nghĩa thuộc tỉnh Kontum thành cơ sở phái viên hành chánh: cơ sở phái viên hành chánh Tou M’Rong đặt thuộc quận Dakto, cơ sở phái viên hành chánh Chương Nghĩa đặt thuộc quận Kontum.

## Giai đoạn 1975 - 2025
Sau ngày 30 tháng 4 năm 1975, hai tỉnh Quảng Ngãi và Bình Định hợp nhất thành tỉnh Nghĩa Bình. Khi mới hợp nhất, tỉnh Nghĩa Bình có 16 đơn vị hành chính gồm thị xã Quy Nhơn, thị xã Quảng Nghĩa và 15 huyện: An Nhơn, Ba Tơ, Bình Sơn, Đức Phổ, Hoài Ân, Hoài Nhơn, Mộ Đức, Nghĩa Minh, Phù Cát, Phù Mỹ, Phước Vân, Sơn Hà, Sơn Tịnh, Tây Sơn, Trà Bồng.

### Năm 1978: Quyết định 73-BT
- Quyết định 73-BT[24] ngày 20 tháng 4 năm 1978 của Bộ trưởng Phủ Thủ tướng về việc hợp nhất xã Trà Tây thuộc huyện Trà Bồng, tỉnh Nghĩa Bình thành một xã lấy tên là xã Trà Thọ thuộc huyện Trà Bồng:
- Huyện Trà Bồng

1. Hợp nhất xã Trà Tây thuộc huyện Trà Bồng, tỉnh Nghĩa Bình thành một xã lấy tên là xã Trà Thọ thuộc huyện Trà Bồng cùng tỉnh.

### Năm 1978: Quyết định 270-CP
- Quyết định 270-CP[25] ngày 23 tháng 10 năm 1978 của Hội đồng Chính phủ về việc thành lập vùng kinh tế mới Bình Khương một xã mới lấy tên là xã Bình An thuộc huyện Bình Sơn, tỉnh Nghĩa Bình:
- Huyện Bình Sơn

1. Thành lập ở vùng kinh tế mới Bình Khương một xã mới lấy tên là xã Bình An thuộc huyện Bình Sơn, tỉnh Nghĩa Bình.

### Năm 1979: Quyết định 127-CP
- Quyết định 127-CP[26] ngày 24 tháng 3 năm 1979 của Hội đồng Chính phủ về việc điều chỉnh địa giới một số xã, thị trấn thuộc tỉnh Nghĩa Bình:
- Huyện Đức Phổ

1. Chia xã Phổ An Quang thành hai xã lấy tên là xã Phổ An và xã Phổ Quang.

- Huyện Phù Cát

1. Chia xã Cát Trinh thành hai xã lấy tên là xã Cát Trinh và xã Cát Tân.

- Huyện An Nhơn

1. Thành lập thị trấn huyện lỵ của huyện An Nhơn lấy tên là thị trấn Bình Định.

- Huyện Tây Sơn

1. Thành lập một thị trấn mới thuộc huyện Tây Sơn lấy tên là thị trấn Phú Phong.

- Huyện Sơn Hà

1. Hợp nhất xã Sơn Bua và xã Sơn Mùa thành một xã lấy tên là xã Sơn Mùa.

- Thị xã Quy Nhơn

1. Tách thôn Hội Lộc của xã Nhơn Lý thuộc thị xã Quy Nhơn, lập thành một xã mới lấy tên là xã Nhơn Hội.

- Thị xã Quảng Nghĩa

1. Chia xã Nghĩa Lộ thành hai xã lấy tên là xã Nghĩa Phú và xã Nghĩa Chánh.

### Năm 1979: Quyết định 175-CP
- Quyết định 175-CP[27] ngày 23 tháng 4 năm 1979 của Hội đồng Chính phủ về việc đổi tên xã Nghĩa Phú thuộc thị xã Quảng Nghĩa, tỉnh Nghĩa Bình thành xã Nghĩa Lộ:
- Thị xã Quảng Nghĩa:

1. Đổi tên xã Nghĩa Phú thuộc thị xã Quảng Nghĩa, tỉnh Nghĩa Bình, thành xã Nghĩa Lộ.

### Năm 1981: Quyết định 41-HĐBT
- Quyết định 41-HĐBT[28] ngày 23 tháng 9 năm 1981 của Hội đồng Bộ trưởng về việc thành lập huyện thuộc tỉnh Nghĩa Bình:

1. Chia huyện Phước Vân thành hai huyện lấy tên là huyện Tuy Phước và huyện Vân Canh.
  1. Huyện Tuy Phước gồm có các xã Phước An, Phước Long, Phước Nghĩa, Phước Lộc, Phước Hiệp, Phước Quang, Phước Hoà, Phước Thắng, Phước Sơn, Phước Thuận, Phước Hưng, Phước Thành. Trụ sở huyện đóng tại xã Phước Nghĩa.
  2. Huyện Vân Canh gồm có các xã Canh Liên, Canh Thuận, Canh Hoà, Canh Hiệp. Trụ sở huyện đóng tại xã Canh Thuận.
2. Chia huyện Tây Sơn thành hai huyện lấy tên là huyện Tây Sơn và huyện Vĩnh Thạnh.
  1. Huyện Tây Sơn gồm có các xã Bình Giang, Bình Phú, Bình Tường, Bình Nghi, Bình An, Bình Thành, Bình Hoà, Bình Hiệp, Vĩnh An và thị trấn Phú Phong. Trụ sở huyện đóng tại thị trấn Phú Phong.
  2. Huyện Vĩnh Thạnh gồm có các xã Vĩnh Sơn, Vĩnh Hoà, Vĩnh Kim, Vĩnh Hảo, Vĩnh Hiệp, Bình Quang. Trụ sở huyện đóng tại xã Vĩnh Hảo.
3. Chia huyện Hoài Ân thành hai huyện lấy tên là huyện Hoài Ân và huyện An Lão.
  1. Huyện Hoài Ân gồm có các xã Ân Hảo, Ân Tín, Ân Thành, Ân Phong, Ân Đức, Ân Tường, Ân Nghĩa, Ân Hữu, Ân Sơn, ĐakMang, Bok Tới. Trụ sở huyện đóng tại xã Ân Đức.
  2. Huyện An Lão gồm có các xã An Quang, An Trung, An Hưng, An Dũng, An Vinh, An Toàn, An Hoà. Trụ sở huyện đóng tại xã An Trung.
4. Chia huyện Nghĩa Minh thành hai huyện lấy tên là huyện Nghĩa Hành và huyện Minh Long.
  1. Huyện Nghĩa Hành gồm có các xã Hành Minh, Hành Thuận, Hành Dũng, Hành Đức, Hành Phước, Hành Thịnh, Hành Thiện, Hành Tín. Trụ sở huyện đóng tại xã Hành Minh.
  2. Huyện Minh Long gồm có các xã Long Môn, Long Mai, Long Hiệp, Long Sơn, Thanh An. Trụ sở huyện đóng tại xã Long Hiệp.
5. Chia thị xã Quảng Nghĩa thành thị xã Quảng Ngãi và huyện Tư Nghĩa.
  1. Thị xã Quảng Ngãi gồm có các phường Nguyễn Nghiêm, Trần Phú, Lê Hồng Phong, Trần Hưng Đạo và các xã Nghĩa Lộ, Nghĩa Dõng, Nghĩa Chánh (trừ xóm La Tà nhập vào xã Nghĩa Thương, huyện Tư Nghĩa) và Quảng Phú (gồm thôn 2 và thôn 3 của xã Nghĩa Điền đưa sang).
  2. Huyện Tư Nghĩa gồm có các xã Nghĩa Lâm, Nghĩa Thắng, Nghĩa Kỳ, Nghĩa Trung,Nghĩa Hiệp, Nghĩa Phương, Nghĩa Hoà, Nghĩa An, Nghĩa Hà, Nghĩa Thương, Nghĩa Điền. Trụ sở huyện đóng tại xã Nghĩa Trung.
  3. Chia xã Nghĩa Dõng thuộc thị xã Quảng Ngãi thành 2 xã lấy tên là xã Nghĩa Dõng và xã Nghĩa Dũng.

### Năm 1981: Quyết định 80-HĐBT
- Quyết định 80-HĐBT[29] ngày 23 tháng 9 năm 1981 của Hội đồng Bộ trưởng về việc phân vạch địa giới một số xã thuộc tỉnh Nghĩa Bình:
- Huyện Tuy Phước

1. Chia xã Phước Long thành hai xã lấy tên là xã Phước Long và xã Phước Thạnh.
2. Chia xã Phước Thành thành ba xã lấy tên là xã Canh Hiển, xã Canh Vinh và xã Phước Thành

- Huyện Tuy Phước, huyện Vân Canh

1. Sáp nhập xã Canh Hiển và xã Canh Vinh của huyện Tuy Phước vào huyện Vân Canh

- Thị xã Quy Nhơn

1. Chia xã Nhơn Thạnh thành hai xã lấy tên là xã Nhơn Phú và xã Nhơn Bình.

### Năm 1983: Quyết định 123-HĐBT
- Quyết định 123-HĐBT[30] ngày 29 tháng 10 năm 1983 của Hội đồng Bộ trưởng về việc phân vạch địa giới xã thuộc tỉnh Nghĩa Bình:
- Huyện Phù Mỹ

1. Chia xã Mỹ Thắng thành 2 xã lấy tên là xã Mỹ Thắng và xã Mỹ An.

- Huyện Tư Nghĩa

1. Chia xã Nghĩa An thành 2 xã lấy tên là xã Nghĩa An và xã Nghĩa Phú.

- Huyện Phù Cát

1. Chia xã Cát Hiệp thành 2 xã lấy tên là xã Cát Hiệp và xã Cát Lâm.
2. Chia xã Cát Thắng thành 2 xã lấy tên là xã Cát Thắng và xã Cát Hưng.
3. Tách các thôn Tân Thành, Vĩnh Hội của xã Cát Chánh và các thôn Tân Thắng, Chánh Oai của xã Cát Khánh để thành lập xã Cát Hải.
4. Chia xã Cát Chánh thành 2 xã lấy tên là xã Cát Chánh và xã Cát Tiến.
5. Chia xã Cát Khánh thành 2 xã lấy tên là xã Cát Khánh và xã Cát Thành.

### Năm 1984: Quyết định số 50-HĐBT
- Quyết định 50-HĐBT[31] ngày 22 tháng 3 năm 1984 của Hội đồng Bộ trưởng về việc đổi tên xã Bình Vĩnh, xã Bình Yến thuộc huyện Bình Sơn, tỉnh Nghĩa Bình:
- Huyện Bình Sơn

1. Xã Bình Vĩnh nay gọi là xã Lý Vĩnh,
2. Xã Bình Yến nay gọi là xã Lý Hải.

### Năm 1986: Quyết định 15-HĐBT
- Quyết định 15-HĐBT[32] ngày 19 tháng 2 năm 1986 của Hội đồng Bộ trưởng về việc điều chỉnh địa giới hành chính một số xã, thị trấn của các huyện An Nhơn, An Lão, Bình Sơn, Hoài Nhơn, Phù Mỹ và Tây Sơn thuộc tỉnh Nghĩa Bình:
- Huyện An Nhơn

1. Thành lập xã Nhơn Tân trên cơ sở sáp nhập 1581,5ha đất và 1.621 nhân khẩu của xã Nhơn Thọ và 1.400,8ha đất và 2.908 nhân khẩu của xã Nhơn Lộc.

- Huyện An Lão

1. Chia xã An Hòa thành hai xã lấy tên xã An Hòa và xã An Tân.
2. Chia xã An Quang thành hai xã lấy tên xã An Quang và xã An Nghĩa.

- Huyện Bình Sơn

1. Thành lập thị trấn Châu Ổ (thị trấn huyện lỵ huyện Bình Sơn) trên cơ sở sáp nhập 56,5 ha đất với 628 nhân khẩu của xã Bình Long; 60,7 ha đất với 3.477 nhân khẩu của xã Bình Thới; 35 ha đất với 930 nhân khẩu của xã Bình Trung và 1.286 nhân khẩu là cán bộ công nhân viên của các cơ quan, đơn vị trực thuộc huyện đóng tại thị trấn.

- Huyện Hoài Nhơn

1. Chia xã Bồng Sơn thành thị trấn Bồng Sơn và xã Hoài Tiến.

- Huyện Phù Mỹ

1. Chia xã Mỹ Đức thành hai xã lấy tên xã Mỹ Đức và xã Mỹ Châu.

- Huyện Tây Sơn

1. Chia xã Bình Hiệp thành hai xã lấy tên xã Bình Tân và xã Bình Thuận.

- Huyện Nghĩa Hành

1. Chia xã Hành Minh thành hai đơn vị hành chính lấy tên là xã Hành Minh và thị trấn Chợ Chùa.
2. Chia xã Hành Dũng thành hai xã lấy tên là xã Hành Dũng và xã Hành Nhân.
3. Chia xã Hành Đức thành hai xã lấy tên là xã Hành Đức và xã Hành Trung.

### Năm 1986: Quyết định 81-HĐBT
- Quyết định 81-HĐBT[33] ngày 3 tháng 7 năm 1988 của Hội đồng Bộ trưởng về việc mở rộng và đổi tên thị xã Quy Nhơn thành thành phố Quy Nhơn thuộc tỉnh Nghĩa Bình:
- Huyện Tuy Phước, thành phố Quy Nhơn

1. Sáp nhập xã Phước Thạnh của huyện Tuy Phước vào thị xã Quy Nhơn và đổi tên xã Phước Thạnh thành xã Nhơn Thạnh.
2. Đổi tên thị xã Quy Nhơn thành thành phố Quy Nhơn thuộc tỉnh Nghĩa Bình.

### Năm 1986: Quyết định 137-HĐBT
- Quyết định 137-HĐBT[34] ngày 7 tháng 11 năm 1986 của Hội đồng Bộ trưởng về việc điều chỉnh địa giới hành chính một số xã của các huyện Hoài Nhơn, Vĩnh Thạnh và Hoài Ân thuộc tỉnh Nghĩa Bình:
- Huyện Hoài Nhơn:

1. Chia xã Hoài Thanh thành hai xã lấy tên xã Hoài Thanh và xã Hoài Thắng.
2. Chia xã Tam Quan Bắc thành hai xã lấy tên xã Tam Quan Bắc và Tam Quan.
3. Chia xã Hoài Hảo thành hai xã lấy tên xã Hoài Hảo và xã Hoài Phú.
4. Chia xã Hoài Châu thành hai xã lấy tên xã Hoài Châu và xã Hoài Thuận.

- Huyện Vĩnh Thạnh:

1. Chia 3 xã Bình Quang, Vĩnh Hảo và Vĩnh Hiệp thành 4 xã lấy tên là xã Vĩnh Hảo, xã Vĩnh Hiệp, xã Vĩnh Quang và xã Vĩnh Thịnh.

- Huyện Hoài Ân:

1. Thành lập thị trấn Tăng Bạt Hổ - thị trấn huyện lị huyện Hoài Ân - trên cơ sở điều chỉnh một phần diện tích và nhân khẩu của các xã Ân Thạnh, Ân Đức, Ân Phong.
2. Chia xã Ân Tín thành 2 xã: Ân Tín và Ân Mỹ.

### Năm 1987: Quyết định 52-HĐBT
- Quyết định 52-HĐBT[35] ngày 13 tháng 2 năm 1987 của Hội đồng Bộ trưởng về việc chia một số xã và thành lập một số thị trấn của các huyện Ba Tơ, Đức Phổ, Mộ Đức, Phù Cát, Sơn Tịnh, Tuy Phước, Tư Nghĩa và thành phố Quy Nhơn thuộc tỉnh Nghĩa Bình:
- Huyện Ba Tơ

1. Thành lập thị trấn Ba Đình (thị trấn huyện lỵ huyện Ba Tơ) trên cơ sở sáp nhập các thôn Đá Bàng, Tài Năng (xã Ba đình); thôn Vã Nhăn, Con Dung (xã Ba Dung); thôn Tài Năng 1, Tài Năng 2 (xã Ba Rung) cùng huyện.
2. Giải thể xã Ba Đình, sáp nhập thôn Dốc Mốc vào xã Ba Trung và thôn Đồng Dinh vào xã Ba Dinh; đổi tên xã Ba Trung thành xã Ba Cung; đổi tên xã Ba Dung thành xã Ba Chùa.

- Huyện Đức Phổ

1. Thành lập thị trấn Đức Phổ (thị trấn huyện lỵ huyện Đức Phổ) trên cơ sở sáp nhập thôn Hoà An, 1 phần thôn An Tường (xã Phổ Hoà), thôn Vĩnh Lạc, 1 phần thôn Vĩnh Bình (xã Phổ Ninh), 1 phần thôn Tân Tự, 1 phần thôn Trường Sanh (xã Phổ Minh) cùng huyện.

- Huyện Mộ Đức

1. Thành lập thị trấn Đồng Cát trên cơ sở sáp nhập thôn 2 (trừ xóm Cây gạo), thôn 4 (trừ xóm Chòi), thôn 5 và thôn 6 của xã Đức Tân.

- Huyện Phù Cát

1. Thành lập thị trấn Ngô Mây (thị trấn huyện lỵ huyện Phù Cát) trên cơ sở sáp nhập 567 hécta đất với 9.790 nhân khẩu của xã Cát Trinh, 637 hécta đất với 487 nhân khẩu của xã Cát Tân.

- Huyện Sơn Tịnh

1. Giải thể xã Tịnh Ấn và xã Tịnh Phong để thành lập 3 đơn vị hành chính mới lấy tên là xã Tịnh Ấn Đông, xã Tịnh Ấn Tây và thị trấn Sơn Tịnh (thị trấn huyện lỵ huyện Sơn Tịnh).

- Huyện Tuy Phước

1. Thành lập thị trấn Tuy Phước (thị trấn huyện lỵ huyện Tuy phước) trên cơ sở sáp nhập 543, 82 hécta đất với 8.413 nhân khẩu của xã Phước Nghĩa và 36 hécta đất với 365 nhân khẩu của xã Phước Long.

- Huyện Tư Nghĩa

1. Cchia xã Nghĩa Trung thành hai đơn vị hành chính lấy tên là xã Nghĩa Trung và thị trấn La Hà.

- Thành phố Quy Nhơn

1. Giải thể xã Nhơn Thạnh để thành lập hai phường lấy tên là phường Bùi Thị Xuân và phường Trần Quang Diệu.

### Năm 1987: Quyết định 33A-HĐBT
- Quyết định 33A-HĐBT[36] ngày 14 tháng 2 năm 1987 của Hội đồng Bộ trưởng về việc chia một số xã của huyện Tây Sơn thuộc tỉnh Nghĩa Bình:
- Huyện Tây Sơn

1. Chia xã Bình An thành ba xã lấy tên là xã Tây An, xã Tây Bình và xã Tây Vinh.
2. Chia xã Bình Phú Khánh thành hai xã lấy tên là xã Tây Xuân và xã Tây Phú.
3. Chia xã Bình Giang thành hai xã lấy tên là xã Tây Thuận và xã Tây Giang.

### Năm 1989: Tái lập tỉnh Quảng Ngãi
- Quyết định của Quốc hội nước Cộng hòa Xã hội Chủ nghĩa Việt Nam ngày 30 tháng 6 năm 1989 chia tỉnh Nghĩa Bình thành 2 tỉnh: Quảng Ngãi và Bình Định[37]. Tỉnh Quảng Ngãi có 11 đơn vị hành chính gồm: Thị xã Quảng Ngãi và 10 huyện: Bình Sơn, Sơn Tịnh, Tư Nghĩa, Mộ Đức, Đức Phổ, Nghĩa Hành, Minh Long, Trà Bồng, Sơn Hà, Ba Tơ. Tỉnh lị đặt tại thị xã Quảng Ngãi.

### Năm 1990: Quyết định số 579-TCCP
- Quyết định số 579-TCCP[38] ngày 26 tháng 12 năm 1990 của Ban Tổ chức Chính phủ về việc đổi tên và điều chỉnh địa giới một số xã thuộc huyện Ba Tơ, tỉnh Quảng Ngãi:
- Huyện Ba Tơ

1. Đổi tên thị trấn Ba Đình thành thị trấn Ba Tơ.
2. Chia xã Ba Tiêu thành hai xã lấy tên là xã Ba Tiêu và xã Ba Vì.

### Năm 1991: Quyết định số 83A-TCCP
- Quyết định số 83A-TCCP[39] ngày 22 tháng 2 năm 1991 của Ban Tổ chức Chính phủ về việc điều chỉnh địa giới thành lập xã, phường, thị trấn thuộc thị xã Quảng Ngãi và huyện Tư Nghĩa, tỉnh Quảng Ngãi:
- Thị xã Quảng Ngãi

1. Chia xã Nghĩa Lộ thành hai đơn vị hành chính lấy tên là xã Nghĩa Lộ và phường Chánh Lộ.

- Huyện Tư Nghĩa

1. Chia xã Nghĩa Phương thành ba đơn vị hành chính lấy tên là xã Nghĩa Phương, xã Nghĩa Mỹ và thị trấn Sông Vệ.
2. Chia xã Nghĩa Lâm thành hai xã lấy tên là xã Nghĩa Lâm và xã Nghĩa Sơn.
3. Chia xã Nghĩa Thắng thành ba xã lấy tên là xã Nghĩa Thắng, xã Nghĩa Thọ và xã Nghĩa Thuận.

### Năm 1992: Quyết định 638A-TCCP
- Quyết định 638A-TCCP[40] ngày 1 tháng 10 năm 1992 của Ban Tổ chức Chính phủ về việc phân vạch, điều chỉnh địa giới xã, thị trấn và đổi tên thị trấn huyện lỵ thuộc huyện Mộ Đức, tỉnh Quảng Ngãi:
- Huyện Mộ Đức

1. Thị trấn Đồng Cát giao cho xã Đức Tân quản lý diện tích và dân cư thôn 4 (trừ sân vận động và 1,8 ha vùng Gò Giàng); đồng thời nhận lại của xã Đức Tân 17 ha ruộng phía đông bắc cầu Bà Trà, 214 ha đất màu vùng Đá Bàn phía tây kênh nam sông Vệ và diện tích vùng núi lớn (lấy danh giới là đường phân thủy từ đỉnh Lỗ Tây xuống phía nam hồ Đá Bàn).
2. Đổi tên thị trấn Đồng Cát thành thị trấn Mộ Đức.

### Năm 1993: Quyết định 337-HĐBT
- Quyết định 337-HĐBT[41] ngày 1 tháng 1 năm 1993 của Hội đồng Bộ trưởng về việc thành lập huyện Lý Sơn, tỉnh Quảng Ngãi:
- Huyện Bình Sơn, huyện Lý Sơn:

1. Thành lập huyện đảo Lý Sơn trên cơ sở tách 2 xã Lý Hải và Lý Vĩnh thuộc huyện Bình Sơn.
2. Huyện Bình Sơn sau khi địa giới hành chính còn lại 23 xã: Bình An, Bình Chánh, Bình Châu, Bình Chương, Bình Đông, Bình Dương, Bình Hải, Bình Hiệp, Bình Hòa, Bình Khương, Bình Long, Bình Minh, Bình Mỹ, Bình Nguyên, Bình Phú, Bình Phước, Bình Tân, Bình Thanh, Bình Thạnh, Bình Thới, Bình Thuận, Bình Trị, Bình Trung và thị trấn Châu Ổ.

### Năm 1993: Nghị định 32-CP
- Nghị định 32-CP[42] ngày 1 tháng 8 năm 1993 của Chính phủ về việc thành lập một số xã thuộc huyện Ba Tơ, tỉnh Quảng Ngãi:
- Huyện Ba Tơ

1. Thành lập xã Ba Liên trên cơ sở một phần diện tích và dân số của các xã Ba Động, Ba Cung.
2. Thành lập xã Ba Thành trên cơ sở một phần diện tích tự nhiên và dân số của các xã Ba Động, Ba Vinh.
3. Thành lập xã Ba Tô trên cơ sở một phần diện tích và dân số của các xã Ba Dinh, Ba Tiêu, Ba Vì, Ba Nam.

### Năm 1994: Nghị định 83-CP
- Nghị định 83-CP[43] ngày 6 tháng 8 năm 1994 của Chính phủ về việc chia huyện Sơn Hà thành huyện Sơn Tây và huyện Sơn Hà thuộc tỉnh Quảng Ngãi:
- Huyện Sơn Hà, huyện Sơn Tây

1. Huyện Sơn Tây có diện tích tự nhiên 41.893 ha; nhân khẩu 13.315. Gồm 4 xã là xã Sơn Tinh, xã Sơn Dung, xã Sơn Mùa, xã Sơn Tân.
2. Huyện Sơn Hà có diện tích tự nhiên 73.910 ha; nhân khẩu 56.395. Gồm 12 xã là xã Sơn Hạ, xã Sơn Thành, xã Sơn Nham, xã Sơn Cao, xã Sơn Linh, xã Sơn Giang, xã Sơn Thủy, xã Sơn Kỳ, xã Sơn Ba, xã Sơn Bao, xã Sơn Thượng, xã Sơn Lăng.

### Năm 1994: Nghị định 80-CP
- Nghị định 80-CP[44] ngày 29 tháng 8 năm 1994 của Chính phủ về việc thành lập phường Nghĩa Lộ thuộc thị xã Quảng Ngãi, tỉnh Quảng Ngãi:
- Thị xã Quảng Ngãi

1. Thành lập phường Nghĩa Lộ trên cơ sở toàn bộ diện tích tự nhiên và dân số của xã Nghĩa Lộ.

### Năm 1997: Nghị định 121/1997/NĐ-CP
- Nghị định 121/1997/NĐ-CP[45] ngày 30 tháng 12 năm 1997 của Chính phủ về việc thành lập thị trấn và xã thuộc các huyện Sơn Hà và Nghĩa Hành, tỉnh Quảng Ngãi:
- Huyện Sơn Hà

1. Thành lập thị trấn Di Lăng và xã Sơn Trung thuộc huyện Sơn Hà trên cơ sở toàn bộ diện tích và dân số của xã Sơn Lãng.
2. Thành lập xã Sơn Hải thuộc huyện Sơn Hà trên cơ sở 2.648 ha diện tích tự nhiên và 2.375 nhân khẩu của xã Sơn Thủy.

- Huyện Nghĩa Hành

1. Thành lập xã Hành Tín Đông và xã Hành Tín Tây thuộc huyện Nghĩa Hành trên cơ sở toàn bộ diện tích và dân số của xã Hành Tín.

### Năm 1998: Nghị định 35/1998/NĐ-CP
- Nghị định 35/1998/NĐ-CP[46] ngày 4 tháng 6 năm 1998 của Chính phủ về việc thành lập xã Bình Thanh Đông và xã Bình Thanh Tây thuộc huyện Bình Sơn, tỉnh Quảng Ngãi:
- Huyện Bình Sơn

1. Thành lập xã Bình Thanh Đông và xã Bình Thanh Tây trên cơ sở toàn bộ diện tích và dân số của xã Bình Thanh thuộc huyện Bình Sơn, tỉnh Quảng Ngãi.

### Năm 1999: Nghị định 39/1998/NĐ-CP
- Nghị định 39/1998/NĐ-CP[47] ngày 23 tháng 6 năm 1999 của Chính phủ về việc thành lập xã, thị trấn thuộc các huyện Sơn Tây, Đức Phổ, Ba Tơ và Trà Bồng, tỉnh Quảng Ngãi:
- Huyện Sơn Tây

1. Thành lập xã Sơn Bua thuộc huyện Sơn Tây trên cơ sở 4.739 ha diện tích tự nhiên và 1.017 nhân khẩu của xã Sơn Mùa.
2. Thành lập xã Sơn Lập thuộc huyện Sơn Tây trên cơ sở 5.347 ha diện tích tự nhiên và 1.012 nhân khẩu của xã Sơn Tinh.

- Huyện Đức Phổ

1. Thành lập xã Phổ Châu thuộc huyện Đức Phổ trên cơ sở 1.985 ha diện tích tự nhiên và 4.675 nhân khẩu của xã Phổ Thạnh.

- Huyện Ba Tơ

1. Thành lập xã Ba Khâm thuộc huyện Ba Tơ trên cơ sở 5.150 ha diện tích tự nhiên và 1.247 nhân khẩu của xã Ba Trang.

- Huyện Trà Bồng

1. Thành lập thị trấn Trà Xuân, thị trấn huyện lỵ, huyện Trà Bồng trên cơ sở toàn bộ diện tích và dân số của xã Trà Xuân.

### Năm 2001: Nghị định 97/2001/NĐ-CP
- Nghị định 97/2001/NĐ-CP[48] ngày 17 tháng 12 năm 2001 của Chính phủ về việc thành lập phường Nghĩa Chánh và phường Quảng Phú thuộc thị xã Quảng Ngãi, tỉnh Quảng Ngãi:
- Thị xã Quảng Ngãi

1. Thành lập phường Nghĩa Chánh thuộc thị xã Quảng Ngãi trên cơ sở toàn bộ diện tích tự nhiên và dân số của xã Nghĩa Chánh.
2. Thành lập phường Quảng Phú thuộc thị xã Quảng Ngãi trên cơ sở toàn bộ diện tích tự nhiên và dân số của xã Quảng Phú.

### Năm 2003: Nghị định 145/2003/NĐ-CP
- Nghị định 145/2003/NĐ-CP[49] ngày 1 tháng 12 năm 2003 của Chính phủ về việc thành lập huyện Tây Trà; mở rộng thị trấn, thành lập xã đổi tên xã thuộc các huyện Bình Sơn, Lý Sơn, tỉnh Quảng Ngãi:
- Huyện Tây Trà, huyện Trà Bồng

1. Thành lập huyện Tây Trà trên cơ sở 33.680 ha diện tích tự nhiên và 16.750 nhân khẩu của huyện Trà Bồng.
2. Huyện Tây Trà có 33.680 ha diện tích tự nhiên và 16.750 nhân khẩu; có 9 đơn vị hành chính trực thuộc, gồm các xã Trà Phong, Trà Quân, Trà Khê, Trà Thọ, Trà Xinh, Trà Lãnh, Trà Nham, Trà Trung, Trà Thanh.
3. Sau khi điều chỉnh địa giới hành chính thành lập huyện Tây Trà, huyện Trà Bồng còn lại 41.875 ha diện tích tự nhiên và 28.336 nhân khẩu; có 10 đơn vị hành chính trực thuộc, gồm các xã Trà Lâm, Trà Thủy, Trà Hiệp, Trà Bùi, Trà Tân, Trà Sơn, Trà Giang, Trà Phú, Trà Bình và thị trấn Trà Xuân.

- Huyện Bình Sơn

1. Điều chỉnh 52,37 ha diện tích tự nhiên và 1.041 nhân khẩu của xã Bình Trung, 20,43 ha diện tích tự nhiên và 502 nhân khẩu của xã Bình Thới về thị trấn Châu ổ, huyện Bình Sơn quản lý.

- Huyện Lý Sơn

1. Thành lập xã An Bình thuộc huyện Lý Sơn trên cơ sở 69 ha diện tích tự nhiên và 398 nhân khẩu của xã Lý Vĩnh.
2. Đổi tên xã Lý Vĩnh thuộc huyện Lý Sơn thành xã An Vĩnh.
3. Đổi tên xã Lý Hải thuộc huyện Lý Sơn thành xã An Hải.

### Năm 2005: Nghị định 112/2005/NĐ-CP
- Nghị định 112/2005/NĐ-CP[50] ngày 26 tháng 8 năm 2005 của Chính phủ về việc thành lập thành phố Quảng Ngãi thuộc tỉnh Quảng Ngãi:
- Thành phố Quảng Ngãi

1. Thành lập thành phố Quảng Ngãi thuộc tỉnh Quảng Ngãi trên cơ sở toàn bộ diện tích tự nhiên, dân số và các đơn vị hành chính trực thuộc của thị xã Quảng Ngãi.
2. Thành phố Quảng Ngãi có 3.712 ha diện tích tự nhiên và 133.843 nhân khẩu, có 10 đơn vị hành chính trực thuộc gồm các phường: Lê Hồng Phong, Nguyễn Nghiêm, Trần Hưng Đạo, Nghĩa Chánh, Chánh Lộ, Nghĩa Lộ, Trần Phú, Quảng Phú và các xã: Nghĩa Dũng, Nghĩa Dõng.
3. Tỉnh Quảng Ngãi có 14 đơn vị hành chính trực thuộc gồm các huyện: Bình Sơn, Sơn Tịnh, Tư Nghĩa, Đức Phổ, Ba Tơ, Sơn Tây, Trà Bồng, Minh Long, Tây Trà, Sơn Hà, Lý Sơn, Nghĩa Hành, Mộ Đức và thành phố Quảng Ngãi.

### Năm 2008: Nghị định 10/NĐ-CP
- Nghị định 10/NĐ-CP[51] ngày 23 tháng 12 năm 2008 của Chính phủ về việc điều chỉnh địa giới hành chính xã, thành lập thuộc huyện Ba Tơ, huyện Sơn Tây, tỉnh Quảng Ngãi:
- Huyện Ba Tơ

1. Thành lập xã Ba Giang thuộc huyện Ba Tơ trên cơ sở điều chỉnh 5.419,82 ha diện tích tự nhiên và 1.521 nhân khẩu của xã Ba Dinh.

- Huyện Sơn Tây

1. Thành lập xã Sơn Long thuộc huyện Sơn Tây trên cơ sở điều chỉnh 4.240,67 ha diện tích tự nhiên và 2.154 nhân khẩu của xã Sơn Dung.
2. Thành lập xã Sơn Liên thuộc huyện Sơn Tây trên cơ sở điều chỉnh 3.718,23 ha diện tích tự nhiên và 1.535 nhân khẩu của xã Sơn Mùa.
3. Thành lập xã Sơn Màu thuộc huyện Sơn Tây trên cơ sở điều chỉnh 3.718,23 ha diện tích tự nhiên và 1.599 nhân khẩu của xã Sơn Tân.

### Năm 2013: Nghị quyết 123/NQ-CP
- Nghị quyết 123/NQ-CP[52] ngày 12 tháng 12 năm 2013 của Chính phủ về việc Điều chỉnh địa giới hành chính huyện Sơn Tịnh, huyện Tư Nghĩa để mở rộng địa giới hành chính thành phố Quảng Ngãi và thành lập phường Trương Quang Trọng thuộc thành phố Quảng Ngãi, tỉnh Quảng Ngãi:
- Thành phố Quảng Ngãi, huyện Sơn Tịnh, huyện Tư Nghĩa

1. Điều chỉnh 10.054,42 ha diện tích tự nhiên, 99.701 nhân khẩu của huyện Sơn Tịnh (bao gồm toàn bộ diện tích tự nhiên, dân số của thị trấn Sơn Tịnh và 9 xã Tịnh Ấn Tây, Tịnh Ấn Đông, Tịnh An, Tịnh Long, Tịnh Châu, Tịnh Thiện, Tịnh Khê, Tịnh Hòa, Tịnh Kỳ) và 2.243,48 ha diện tích tự nhiên, dân số của 03 xã Nghĩa Hà, Nghĩa Phú, Nghĩa An) để thành phố Quảng Ngãi quản lý.
2. Thành lập phường Trương Quang Trọng thuộc thành phố Quảng Ngãi trên cơ sở toàn bộ 926,40 ha diện tích tự nhiên và 14.148 nhân khẩu của thị trấn Sơn Tịnh.
3. Thành phố Quảng Ngãi có 16.015,34 ha diện tích tự nhiên, 260.252 nhân khẩu và 23 đơn vị hành chính cấp xã, gồm 09 phường (Trần Phú, Lê Hồng Phong, Trần Hưng Đạo, Nguyễn Nghiêm, Chánh Lộ, Nghĩa Lộ, Nghĩa Chánh, Quảng Phú, Trương Quang Trọng) và 14 xã (Nghĩa Dũng, Nghĩa Dõng, Tịnh Ấn Tây, Tịnh Ấn Đông, Tịnh An, Tịnh Long, Tịnh Châu, Tịnh Thiện, Tịnh Khê, Tịnh Hòa, Tịnh Kỳ, Nghĩa Hà, Nghĩa Phú, Nghĩa An).
4. Huyện Sơn Tịnh còn lại 24.341,31 ha diện tích tự nhiên, 95.597 nhân khẩu và 11 xã (Tịnh Bình, Tịnh Minh, Tịnh Thọ, Tịnh Hà, Tịnh Trà, Tịnh Hiệp, Tịnh Sơn, Tịnh Phong, Tịnh Bắc, Tịnh Giang, Tịnh Đông).
5. Huyện Tư Nghĩa còn lại 20.536,24 ha diện tích tự nhiên, 128.333 nhân khẩu và 15 đơn vị hành chính cấp xã gồm thị trấn La Hà, thị trấn Sông Vệ và 13 xã (Nghĩa Sơn, Nghĩa Lâm, Nghĩa Thọ, Nghĩa Thắng, Nghĩa Thuận, Nghĩa Kỳ, Nghĩa Hòa, Nghĩa Điền, Nghĩa Thương, Nghĩa Trung, Nghĩa Hiệp, Nghĩa Phương, Nghĩa Mỹ).

### Năm 2020: Nghị quyết 867/NQ-UBTVQH14
- Nghị quyết 867/NQ-UBTVQH14[53] ngày 10 tháng 1 năm 2020 của Ủy ban Thường vụ Quốc hội về việc thành lập thị xã Đức Phổ, thành lập các phường thuộc thị xã Đức Phổ, sáp nhập huyện Tây Trà vào huyện Trà Bồng và sắp xếp đơn vị hành chính cấp xã thuộc tỉnh Quảng Ngãi giai đoạn 2019–2021:
- Thị xã Đức Phổ

1. Thành lập thị xã Đức Phổ trên cơ sở toàn bộ diện tích tự nhiên và dân số của huyện Đức Phổ.
2. Thành lập phường Nguyễn Nghiêm thuộc thị xã Đức Phổ trên cơ sở toàn bộ diện tích tự nhiên và dân số của thị trấn Đức Phổ.
3. Thành lập phường Phổ Hòa thuộc thị xã Đức Phổ trên cơ sở toàn bộ diện tích tự nhiên và dân số của xã Phổ Hòa.
4. Thành lập phường Phổ Minh thuộc thị xã Đức Phổ trên cơ sở toàn bộ diện tích tự nhiên và dân số của xã Phổ Minh.
5. Thành lập phường Phổ Ninh thuộc thị xã Đức Phổ trên cơ sở toàn bộ diện tích tự nhiên và dân số của xã Phổ Ninh.
6. Thành lập phường Phổ Quang thuộc thị xã Đức Phổ trên cơ sở toàn bộ diện tích tự nhiên và dân số của xã Phổ Quang.
7. Thành lập phường Phổ Thạnh thuộc thị xã Đức Phổ trên cơ sở toàn bộ diện tích tự nhiên và dân số của xã Phổ Thạnh.
8. Thành lập phường Phổ Văn thuộc thị xã Đức Phổ trên cơ sở toàn bộ diện tích tự nhiên và dân số của xã Phổ Văn.
9. Thành lập phường Phổ Vinh thuộc thị xã Đức Phổ trên cơ sở toàn bộ diện tích tự nhiên và dân số của xã Phổ Vinh.
  1. Địa giới hành chính thị xã Đức Phổ: Bắc giáp huyện Mộ Đức và huyện Nghĩa Hành; Nam giáp tỉnh Bình Định; Đông giáp biển Đông; Tây giáp huyện Ba Tơ.

- Huyện Ba Tơ

1. Giải thể xã Ba Chùa, địa bàn sáp nhập vào thị trấn Ba Tơ và xã Ba Dinh.

- Huyện Bình Sơn

1. Hợp nhất thị trấn Châu Ổ và xã Bình Thới thành một đơn vị hành chính lấy tên là thị trấn Châu Ổ.
2. Hợp nhất xã Bình Tân và xã Bình Phú thành một xã lấy tên là xã Bình Tân Phú.
3. Hợp nhất xã Bình Thanh Đông và xã Bình Thanh Tây thành một xã lấy tên là xã Bình Thanh.

- Huyện Lý Sơn

1. Giải thể toàn bộ diện tích tự nhiên và dân số của 3 xã: An Bình, An Hải, An Vĩnh để thực hiện chính quyền một cấp.

- Huyện Tây Trà

1. Hợp nhất xã Trà Quân và Trà Khê thành một xã lấy tên là xã Sơn Trà.
2. Hợp nhất xã Trà Nham và Trà Lãnh thành một xã lấy tên là xã Hương Trà.
3. Hợp nhất xã Trà Trung và Trà Thọ thành một xã lấy tên là xã Trà Tây.

- Huyện Tây Trà, huyện Trà Bồng

1. Sáp nhập toàn bộ diện tích tự nhiên và dân số của huyện Tây Trà vào huyện Trà Bồng.

- Huyện Tư Nghĩa

1. Hợp nhất xã Nghĩa Thọ và xã Nghĩa Thắng thành một xã lấy tên là xã Nghĩa Thắng.
  1. Sau khi thành lập thị xã Đức Phổ và sắp xếp đơn vị hành chính cấp xã thuộc tỉnh Quảng Ngãi, tỉnh Quảng Ngãi có 13 đơn vị hành chính gồm: Thành phố Quảng Ngãi, thị xã Đức Phổ và 11 huyện: Ba Tơ, Bình Sơn, Lý Sơn, Minh Long, Mộ Đức, Nghĩa Hành, Sơn Hà, Sơn Tây, Sơn Tịnh, Trà Bồng, Tư Nghĩa, có 173 đơn vị hành chính cấp xã gồm 148 xã, 17 phường và 8 thị trấn.

### Năm 2024:Nghị quyết 1279/NQ-UBTVQH15
- Nghị quyết 1279/NQ-UBTVQH15[54] ngày 14 tháng 11 năm 2024 của Ủy ban Thường vụ Quốc hội về việc sắp xếp đơn vị hành chính cấp xã thuộc tỉnh Quảng Ngãi giai đoạn 2023–2025:
- Thành phố Quảng Ngãi

1. Hợp nhất xã Nghĩa An và xã Nghĩa Phú thành một xã lấy tên là xã An Phú.

- Huyện Mộ Đức

1. Hợp nhất xã Đức Thắng và xã Đức Lợi thành một xã lấy tên là xã Thắng Lợi.

- Huyện Tư Nghĩa

1. Điều chỉnh một phần diện tích tự nhiên và dân số của xã Nghĩa Mỹ và xã Nghĩa Phương về thị trấn Sông Vệ quản lý.
2. Sáp nhập phần còn lại của xã Nghĩa Mỹ vào phần còn lại của xã Nghĩa Phương.

- Huyện Sơn Tịnh

1. Thành lập thị trấn Tịnh Hà trên cơ sở toàn bộ diện tích tự nhiên và dân số của xã Tịnh Hà và điều chỉnh một phần diện tích tự nhiên và dân số của xã Tịnh Sơn.

## Giai đoạn 2025 - nay

### Năm 2025: Nghị quyết số 202/2025/QH15
Ngày 12 tháng 6 năm 2025, Quốc hội khóa XV ban hành Nghị quyết số 202/2025/QH15 về việc sắp xếp đơn vị hành chính cấp tỉnh (nghị quyết có hiệu lực từ ngày 12 tháng 6 năm 2025). Theo đó, sáp nhập tỉnh Kon Tum vào tỉnh Quảng Ngãi.
Sau khi sáp nhập, tỉnh Quảng Ngãi có 14.832,55 km² diện tích tự nhiên và quy mô dân số là 2.161.755 người.

### Năm 2025: Nghị quyết số 203/2025/QH15
Ngày 16 tháng 6 năm 2025, Quốc hội khóa XV ban hành Nghị quyết số 203/2025/QH15 về việc sửa đổi, bổ sung một số điều của Hiến pháp nước Cộng hòa xã hội chủ nghĩa Việt Nam. Theo đó, kết thúc hoạt động của đơn vị hành chính cấp huyện trong cả nước từ ngày 01 tháng 7 năm 2025.